# József Duró
József Duró (ur. 26 czerwca 1966 w Berettyóújfalu, zm. 22 maja 2022) – węgierski piłkarz grający na pozycji lewego pomocnika. Był reprezentantem Węgier.

## Kariera klubowa
Swoją karierę piłkarską Duró rozpoczął w klubie Debreceni MVSC. W 1985 roku awansował do pierwszej drużyny i w sezonie 1985/1986 zadebiutował w jego barwach w pierwszej lidze węgierskiej. W zespole z Debreczyna występował do końca sezonu 1987/1988. Latem 1988 przeszedł do budapeszteńskiego Vasasu, w którym grał przez trzy kolejne sezony. Z kolei w sezonie 1991/1992 był piłkarzem BFC Siófok.
Latem 1992 Duró przeszedł do Budapest Honvéd FC. W sezonie 1992/1993 wywalczył z nim mistrzostwo Węgier, a w sezonie 1993/1994 został z nim wicemistrzem kraju. Z kolei w sezonie 1995/1996 zdobył Puchar Węgier.
W 1996 roku Duró został piłkarzem izraelskiego Bene Jehuda Tel Awiw, w którym spędził rok. W 1997 roku wrócił na Węgry i w sezonie 1997/1998 grał w BVSC z Budapesztu. W 1998 roku grał w malezyjskim Pahang FA, z którym wywalczył wicemistrzostwo Malezji. Sezon 1999/2000 spędził najpierw w katarskim Qatar SC, a następnie w austriackim klubie Sturm 19 St. Pölten, w którym zakończył swoją karierę.
| Sezon   | Klub                 | Kraj    | Rozgrywki   | Mecze | Gole |
| ------- | -------------------- | ------- | ----------- | ----- | ---- |
| 1985/86 | Debreceni MVSC       | Węgry   | NB I        | 18    | 0    |
| 1986/87 | Debreceni MVSC       | Węgry   | NB I        | 30    | 0    |
| 1987/88 | Debreceni MVSC       | Węgry   | NB I        | 27    | 1    |
| 1988/89 | Vasas FC             | Węgry   | NB I        | 27    | 0    |
| 1989/90 | Vasas FC             | Węgry   | NB I        | 21    | 8    |
| 1990/91 | Vasas FC             | Węgry   | NB I        | 25    | 3    |
| 1991/92 | BFC Siófok           | Węgry   | NB I        | 25    | 1    |
| 1992/93 | Budapest Honvéd FC   | Węgry   | NB I        | 24    | 5    |
| 1993/94 | Budapest Honvéd FC   | Węgry   | NB I        | 21    | 0    |
| 1994/95 | Budapest Honvéd FC   | Węgry   | NB I        | 21    | 2    |
| 1995/96 | Budapest Honvéd FC   | Węgry   | NB I        | 9     | 0    |
| 1996/97 | Bene Jehuda Tel Awiw | Izrael  | Ligat ha’Al | 17    | 0    |
| 1997/98 | BVSC                 | Węgry   | NB I        | 9     | 1    |
| 1998    | Pahang FA            | Malezja | Premier One | ?     | ?    |
| 1999/00 | Qatar SC             | Katar   | Q-League    | ?     | ?    |
| 1999/00 | Sturm 19 St. Pölten  | Austria | Landesliga  | ?     | ?    |

## Kariera reprezentacyjna
W reprezentacji Węgier Duró zadebiutował 20 marca 1990 w wygranym 2:0 towarzyskim meczu ze Stanami Zjednoczonymi, rozegranym w Budapeszcie. W swojej karierze grał w eliminacjach do Euro 92, do MŚ 1994 i do Euro 96. Od 1990 do 1995 roku rozegrał w kadrze narodowej 21 meczów.